# Драстамат Канаян
Драстамат Канаян (вірм. Դրաստամատ Մարտիրոսի Կանայան більш відомий як «генерал Дро», вірм. Դրո 31 травня 1883 — 8 березня 1956) — вірменський політичний і військовий діяч. Член партії Дашнакцутюн. Співпрацював з Третім рейхом, один з творців Вірменського легіону

## Біографія
Народився 31 травня 1883 року в місті Игдир Сурмалінского повіту Ериванської губернії (територія сучасної Туреччини). У 1902 році закінчив російську гімназію в Єревані і вступив до військового училища в П'ятигорську. У 1903 році вступив до лав партії Дашнакцутюн і приєднався до вірменського національно-визвольного руху. 11 травня 1905 року кинутою бомбою вбив бакинського губернатора Накашідзе, якого було звинувачено дашнаками у організації вірмено-татарської різанини в Баку. У 1908 році, переїхавши до Баязета і діючи під виглядом комерсанта, керував перекиданням зброї зі Східної Вірменії.

## Перша світова війна
На початку Першої світової війни Росія оголосила амністію для дашнаків. У листопаді 1914 року Дро було призначено командиром 2-го Вірменського добровольчого загону у складі Російської армії. Брав участь у боях на Кавказькому фронті. Відзначено вищим командуванням за Ванський бій. Наприкінці 1917 було призначено комісаром Вірменського корпусу.
В ході вірмено-турецької війни у 1918 році брав активну участь у Башапаранскій битві проти турецьких інтервентів, командуючи військами прикриття. В результаті цієї битви турецьку армію було оточено і розгромлено.
У листопаді 1920 року було призначено військовим міністром Республіки Вірменії. За угодою між РРФСР і Республікою Вірменія від 2 грудня 1920 року, згідно з яким Вірменію було оголошено незалежною соціалістичною республікою, Дро був введений до складу тимчасового Ревкома Вірменії (від групи лівих дашнаків). Однак Ревком Вірменії, який на початку грудня 1920 року прибув до Єревану, не погодився з цим рішенням, і Дро не було затверджено членом Ревкому.
До початку січня 1921 року виконував обов'язки командувача військами Радянської Вірменії. У лютому 1921 року взяв участь у виступі проти Радянської влади і після придушення повстання емігрував. У наступні роки жив у Румунії, потім у Лівані.

## Друга світова війна
У роки Другої світової війни разом з Карекіном Наждехом взяв участь у формуванні підрозділів Вірменського легіону в складі Вермахту (заснований 8 лютого 1942 р.), укомплектованого з числа вірмен-військовополонених Радянської Армії і вірмен, які проживають у Європі. У 1945 році був арештований американцями, але незабаром звільнений.
Останні роки свого життя провів в Бейруті (Ліван). Помер 8 березня 1956 року. Був похований в Бостоні (США). У кінці травня 2000 року тіло Дро було перепоховане у Вірменії, у Апарані біля меморіалу воїнам-героям.